# Juan I de Chipre
Juan I (c. 1268-20 de mayo de 1285) fue rey de Chipre y, en disputa con Carlos de Anjou, también de Jerusalén desde 1284 hasta 1285.
Juan era el primogénito de Hugo III, rey de Chipre y Jerusalén, e Isabel de Ibelín. Hugo murió el 3 de marzo de 1284 y Juan fue coronado como el próximo rey de Chipre en Nicosia el 11 de mayo. Tenía entonces unos 17 años y era guapo y delicado. Inmediatamente después navegó a Tiro, donde fue coronado rey de Jerusalén. En el continente, fue reconocido como rey solo en Tiro y Beirut, que fueron gobernados por su tía Margarita y su hermano Guido, respectivamente. El resto del Reino de Jerusalén reconoció a Carlos. Juan murió el 20 de mayo de 1285, casi exactamente un año después de su coronación, dejando la corona a su hermano menor Enrique II.